# Herb gminy Rachanie
Herb gminy Rachanie – symbol gminy Rachanie.

## Wygląd i symbolika
Herb przedstawia na tarczy w polu błękitnym złotą podkowę barkiem w dół, w jej środku złoty krzyż kawalerski, a ponad nim srebrną literę „R”. Jest to połączenie herbu właścicieli wsi, Jastrzębiec, z nawiązaniem do nazwy gminy w celu odróżnienia herbu z herbami innych gmin, np. Bychawy.